# Areameter
Ein Areameter ist ein Messgerät zur BET-Messung  der spezifischen Oberfläche [m2·g−1] eines Festkörpers mit Hilfe der Gas-Adsorption.